# Власов, Александр Никитович
Алекса́ндр Ники́тович Вла́сов (бел. Аляксандр Мікітавіч Уласаў; 28 августа 1874, Вилейка, Виленская губерния, Российская империя — 11 марта 1941, Мариинск, Кемеровская область, РСФСР, СССР) — белорусский общественно-политический деятель, публицист, издатель и политик, сенатор межвоенной Польши. Репрессирован советской властью.

## Биография

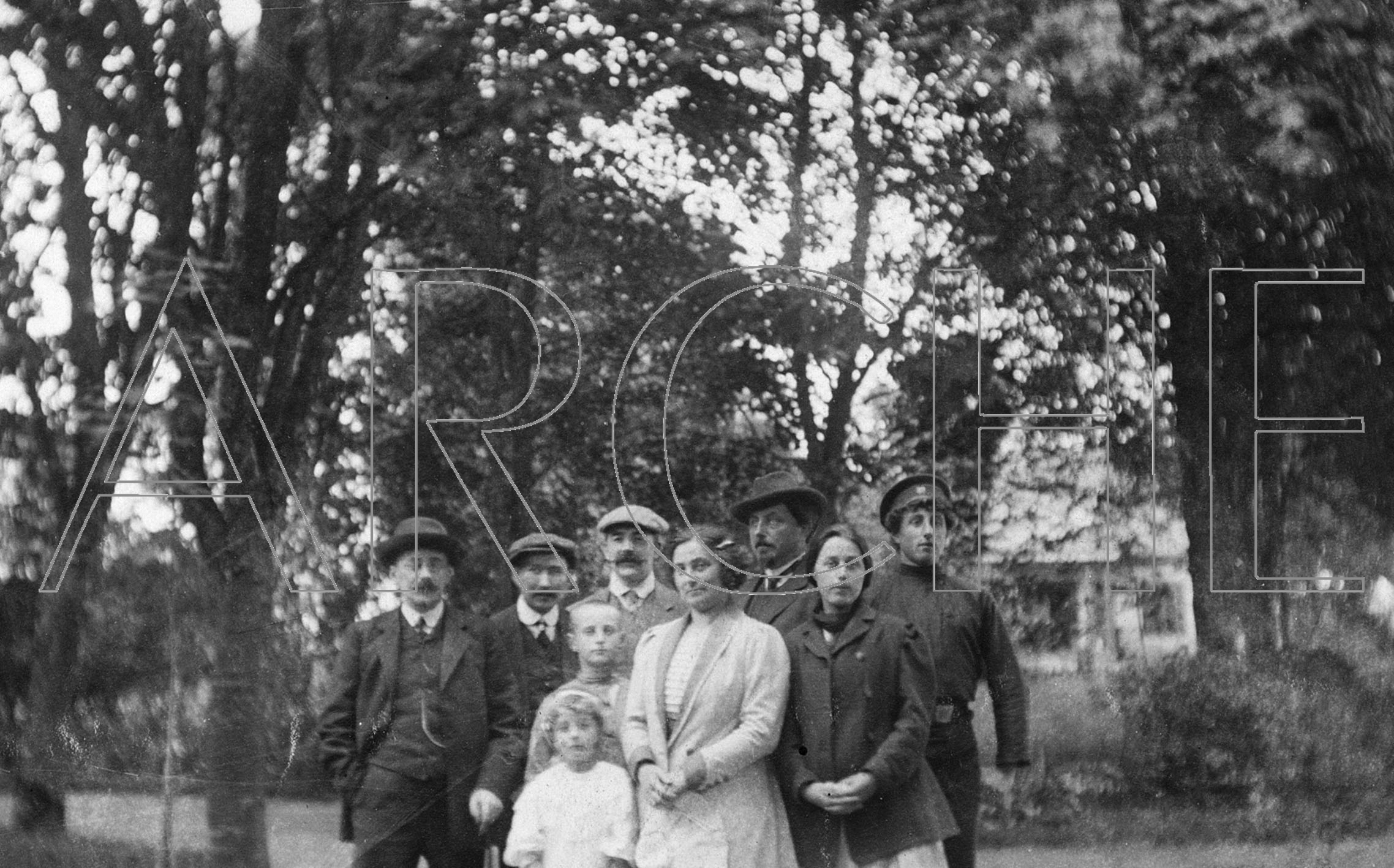
Сотрудники редакции «Нашей Нівы» вместе с семьёй Менке во время поездки по Вильнюсу. Стоят слева направо: Антон Гриневич, Иван Луцкевич, Лявон и Ольга Менке, Александр Власов, Менке-мать, Кароль Менке-папа, Юлиана и Люцик (Алоиз) Менке. Весна 1915 года. Из фондов БДАМЛіМ.

Александр Никитович Власов родился 28 августа 1874 года в Вилейке (ныне Минская область Республики Беларусь). Его отец был почтовым работником и имел участок земли под Радошковичами. Учился в духовной семинарии и реальном училище в Пинске, реальных училищах в Минске и Либаве. В 1896—1906 годах учился на механическом отделении Рижского политехнического института, курс не окончил, в январе 1906 года был отчислен «за неуплату взносов». С сентября 1902 по август 1903 года проходил военную службу кондуктором Инженерного управления Варшавской крепости.
Во время революции 1905—1907 годов включился в общественно-политическую борьбу, организовал забастовки рабочих Радошковичского уезда, сапожников, музыкантов, парикмахеров в Минске, участвовал в нелегальном учительском съезде. Один из организаторов и активистов Белорусской социалистической громады (БСГ), член ЦК. Разработал аграрную часть программы партии ко II съезду (1906), участвовал в партийной конференции в Докшицах (1907). С 8 декабря 1906 по 16 мая 1914 года готовил к печати газету «Наша доля». был редактором-издателем газеты «Наша Ніва». За это время Власов привлёк к сотрудничеству с газетой талантливых белорусских писателей, в том числе Янку Купалу, который впоследствии стал новым редактором газеты, Якуба Коласа, Змитрока Бядулу, Ядвигина Ш., переписывался с Максимом Богдановичем, Евфимием Карским, поддерживал контакты с Максимом Горьким, И. Свентицким, М. Федеровским и другие.
За публикации против самодержавия неоднократно привлекался к суду, в 1909 году за свою общественно-политическую деятельность и публикации приговорён к 4 месяцам заключения. Один из основателей белорусского издательства «Наша хата» в Вильно. Участвовал в издании белорусских календарей, сборников «Нашай нівы», книг Я. Коласа, М. Богдановича, Ядвигина Ш., Е. Ажешки и др. В 1912 году наладил издание сельскохозяйственного журнала «Саха» в Вильнюсе, а в 1914 году в Минске — краеведческого журнала «Лучинка» для белорусской молодёжи. Принимал участие в проведении в Вильнюсе 1-й областной выставки малых промыслов и народного творчества (1913 год), выставки старинного и декоративно-прикладного искусства «Вильнюс-Минск» (1918 год).
В 1914—1917 годах служил в царской армии. Делегат съезда белорусских воинов Западного фронта в октябре 1917 года, Первого Всебелорусского съезда в том же 1917 году. Как представитель правого крыла БСГ в феврале 1918 года вошёл в исполком политического объединения «Минское белорусское представительство».
12 апреля 1918 года был кооптирован в Раду Белорусской Народной Республики, с июля 1918 состоял в секретариате. После раскола Рады БНР 13 декабря 1919 года вошёл в состав Президиума Верховной рады БНР В 1919 году возобновил деятельность Белорусского научного общества в Вильнюсе «Наш дом».
На момент заключения Рижского договора 1920 году Власов находился в Радошковичах, оказавшихся в результате договора на территории межвоенной Польской Республики. Был арестован польскими властями и заключён в концлагерь в Стшалкове за попытку открыть белорусскую гимназию в Радашковичах. На выборах в ноябре 1922 года Власов был избран в польский сейм как беспартийный. Тесно сотрудничал с Белорусским посольским клубом. На парламентском уровне отстаивал национальные, культурные и социальные интересы западнобелорусского населения. Один из активистов Белорусского национального комитета в Вильнюсе. В феврале 1924 года вступил в Польско-Белорусское товарищество в Вильнюсе. Принимал участие в работе Белорусской крестьянско-рабочей громады, защищал его руководителей на «процессе 56-ти». Дом Власова в деревне Мигавка (ныне Молодечненский район) использовалась подпольем для пересечения польско-советской границы. Организатор и один из руководителей Товарищества белорусской школы. В 1922—1929 годах под его опекой действовала Радошковичская белорусская гимназия имени Ф. Скорины. В 1930-е годы находился под пристальным наблюдением польских властей.
В сентябре 1939 года Власов приветствовал поход Красной Армии в Западную Белоруссию. Выступал за открытие белорусской средней школы в Радошковичах. 16 октября 1939 года арестован органами НКВД по обвинению в «шпионско-провокаторской деятельности».
Содержался в заключении в Вилейской тюрьме. 29 ноября 1940 года на особом заседании НКВД СССР приговорен как «общественно опасный элемент» к 5 годам лишения свободы в исправительно-трудовых лагерях. Отправлено в Сиблаг (Новосибирская область, Россия). Умер 11 марта 1941 года от «паралича сердца» (по справке) в тюрьме в Мариинске (ныне Кемеровская область; по другим данным, на этапе в городе Орёл или Республике Марий Эл, Россия). Реабилитирован в 1961 году.